# جونیور کادیله
جونیور کادیله (انگلیسی: Junior Kadile؛ زادهٔ تاریخ ورودی نامعتبر است) بازیکن فوتبال است.
وی همچنین در تیم‌های ملی فوتبال France national under-16 football team و زیر ۱۷ سال فرانسه بازی کرده‌است.